# ゴツボ☆マサル
ゴツボ☆マサル（1979年2月24日 - ）は、日本の漫画家。男性。滋賀県出身。

## 経歴・人物
- 「SUPER TERRORIZER」で第5回エニックス新世紀マンガ大賞準大賞、編集部推薦賞を受賞。
- 『ヤングガンガン』（スクウェア・エニックス）に創刊号より「少年探偵犬神ゲル」を連載していたが、2006年に第一部完結をもち連載終了。また『月刊ビッグガンガン』にて「少年探偵犬神ゲル」の第二部を連載していた。引き続き『ヤングガンガン』で「ライオン丸G」のコミカライズ版、「柚子ペパーミント」を連載していた。
- 『エースアサルト』にて「ファンタスティカ」も連載していた。
- 兄は漫画家のゴツボ×リュウジ。義姉は同じく漫画家のゴツボナオ。
- シュールコメディ色を織り交ぜて描く作風が特徴。

## 作品リスト
- サムライチャンプルー（漫画）
- 少年探偵犬神ゲル
- ライオン丸G
- ファンタスティカ
- 柚子ペパーミント
- Romsen Saga

## アシスタント
- 左藤圭右 （デビュー単行本『動物探偵まどかの推理日誌』第1巻［2013年、講談社］の帯にはゴツボがイラストとコメントを寄せた）[1]